# Droga nr 6400 (Izrael)
Droga lokalna nr 6400 (hebr. 6400 כביש) – jest drogą lokalną położoną w Dolnej Galilei, na północy Izraela. Biegnie ona z miasta Nof ha-Galil do drogi nr 79 przy miejscowości Ar-Rajna.

## Przebieg
Droga nr 6400 przebiega przez Poddystrykt Jezreel Dystryktu Północnego Izraela. Biegnie równoleżnikowo ze wschodu na zachód, od miasta Nof ha-Galil do drogi nr 79 przy miejscowości Ar-Rajna.
Swój początek bierze w mieście Nacerat Illit na skrzyżowaniu z ulicą Ma’ale Icchak, na wysokości cmentarza miejskiego. Jadąc ulicą Ma’ale Icchak na południe dojeżdża się do centrum miasta Nacerat Illit, lub na północ do strefy przemysłowej przy osiedlu Har Jona. Natomiast droga nr 6400 kieruje się jako dwujezdniowa droga na północny zachód i zjeżdża łagodnie w dół do doliny w której położona jest miejscowość Ar-Rajna. Po około 2 km dociera się do skrzyżowania z ulicą Ma’ale Icchak, którą można dojechać do położonego na północnym wschodzie osiedla Har Jona. Pół kilometra dalej jest rondo, na którym droga nr 6400 kończy swój bieg. W kierunku północno-wschodnim odchodzi stąd droga nr 79, która pełni funkcję północnej obwodnicy miasta Nazaret. Droga nr 754 prowadzi na południowy zachód do miejscowości Ar-Rajna, lub na północny wschód do miejscowości Maszhad i Kefar Kanna.